# Vasile Turtureanu
Vasile Turtureanu (n. 2 februarie 1852 - d. 4 februarie 1937, Calafindești) a fost un preot patriot din Bucovina istorică.

## Biografie
A absolvit Gimnaziul Superior din Suceava în anul 1881. În același an devine elev seminarist la Seminarul Teologic din Suceava, pe care îl termină în anul 1885. În anul 1886 este numit preot administrator la biserica din Laura – Boian. În octombrie – noiembrie 1896 este numit preot administrator la biserica din Calafindești, după ce, o perioadă, postul a fost vacant prin plecarea lui Mihail Bendevschi la Crasna-Ilschi. În aprilie 1898, devine preot paroh la Calafindești.
În anul 1920 primește titlul de exarh, după ce în prealabil obținuse și titlul de Cavaler al Ordinului „Coroana României”. În anul 1930 devine protopop al Protopresviteriatului Siret.
A fost una din cele mai importante personalități ale satului Calafindești. S-a preocupat de viața moral-religioasă a sătenilor, dar și de viața culturală și socială a acestora. Activitatea sa nu s-a limitat doar pe plan local, ea extinzându-se și la nivel regional. În anul 1902, la ziua sa de naștere, a invitat diferite personalități cultural-politice și religioase, ca dovadă a prețuirii din partea intelectualilor din acea vreme. Printre invitați figurau nume de seamă ca Dionisie Bejan, președintele Societății pentru Cultura și Literatura Română în Bucovina și Radu Sbiera, profesor gimnazial. La această întâlnire a fost dezbătută ideea mai veche lansată de părintele Dionisie Bejan de a înființa Societatea “Internatul român de băieți ortodoxi - orientali” în Siret. Cei care au participat la acea aniversare au hotărât de comun acord să cotizeze lunar la finanțarea Internatului, preotul Vasile Turtureanu având o contribuție materială deosebită. În același an (1902), alături de patriotul român Grigore Filimon, a organizat o instituție financiar–bancară pentru ajutorarea țăranilor din Calafindești.
În anul 1907, la inițiativa lui, s-a înființat Cabinetul de lectură Sentinela, al cărui prim președinte a fost. În anii 1922-1925 a fost președintele Comisiei de Împroprietărire, ocazie cu care a depus numeroase eforturi pentru aplicarea Legii Agrare din 1921 în cele mai bune condiții. În anul 1925 a fost ales președintele Comitetului Școlar Local. A fost înlocuit, ca preot, în mai 1936, de către Dionisie Preda, continuând să locuiască până la moartea sa în Calafindești. 
Vasile Turtureanu a decedat la 4 februarie 1937, la vârsta de 85 de ani. Este înmormântat lângă biserica din lemn din cimitirul satului.